# Arsenal de Sarandí
Der Arsenal Fútbol Club, meistens nur Arsenal FC oder Arsenal de Sarandí genannt, ist ein argentinischer Fußballverein aus Sarandí im Partido Avellaneda, einem industriellen Vorort der argentinischen Hauptstadt in der Provinz Buenos Aires.

## Geschichte
Arsenal wurde 1957 von den Brüdern Héctor und Julio Grondona gegründet, die sich beim Klubnamen an dem englischen Klub Arsenal London orientierten. Bei den Vereinsfarben (Hellblau-Rot) ließ man sich von den beiden Stadtrivalen Racing Club de Avellaneda und Independiente inspirieren. Julio Grondona wurde zum ersten Präsidenten des Klubs ernannt und wurde später Präsident des argentinischen Fußballverbandes, den Posten, den er jetzt immer noch innehat. Seit 2002 spielt man wieder in der Primera División, nachdem man zuvor wiederholt auf- und abgestiegen war. Den ersten nationalen Titel errang der Club im Juni 2012 mit dem Gewinn des Torneo Clausura.
2004, 2007 und 2008 nahm Arsenal an der Copa Sudamericana teil, die sie 2007 gewinnen konnten. 2008 nahm Arsenal erst- und bisher einmalig an der Copa Libertadores teil; in der Recopa Sudamericana scheiterte man an den Boca Juniors. Die Copa Suruga Bank wurde gegen Gamba Osaka hingegen gewonnen.
Der Verein hatte seit 2006 eine Kooperation mit dem katalanischen Spitzenklub FC Barcelona vereinbart. Diese Kollaboration besagt, dass Jugendspieler, die nicht mehr als ein Jahr im Kader der ersten Mannschaft Sarandís standen, von „Barça“ verpflichtet werden können. Im Gegenzug versprach Barcelona, den Argentiniern bei der Infrastruktur des Vereins unter die Arme zu greifen. Die Beziehung wurde jedoch 2007 von Arsenal abgebrochen, weil man die Bedingungen bezüglich der Struktur nicht erfüllen konnte.

## Erfolge
- Copa Sudamericana: 2007
- Argentinischer Meister: 2012 Clausura
- Argentinischer Pokalsieger: 2013
- Argentinischer Superpokalsieger: 2012

## Bekannte ehemalige Spieler
- Jorge Burruchaga
- Germán Denis
- Jorge Núñez
- Ibrahim Sekagya

|  |  |